# Флаги должностных лиц пограничных войск России
21 мая 1993 года, в связи с прекращением существования Союза ССР и в связи с образованием Пограничных войск Российской Федерации в составе Министерства безопасности Российской Федерации, указом Президента Российской Федерации, были учреждены флаги, вымпелы и бортовой отличительный знак кораблей, катеров и судов Пограничных войск Российской Федерации.
12 июня 1993 года была произведена торжественная замена флагов на кораблях, катерах и судах Пограничных войск Российской Федерации.
1 сентября 2008 года Указом Президента России в целях реализации единой государственной политики в области геральдики, сохранения и развития исторических традиций в области геральдики, все нижеприведённые флаги были упразднены. Вместо них были введены флаги должностных лиц Федеральной службы безопасности Российской Федерации.

## Флаг Главнокомандующего Пограничными войсками Российской Федерации
До 20 августа 1994 года должность называлась «Командующий Пограничными войсками Российской Федерации» и была переименована в связи с созданием Федеральной пограничной службы — Главного командования Пограничных войск Российской Федерации (ФПС — Главкомат).
 Описание флага

Флаг Главнокомандующего Пограничными войсками Российской Федерации представляет собой флаг кораблей, катеров и судов Пограничных войск Российской Федерации, в центре которого помещён герб Российской Федерации, обрамлённый лавровым венком золотистого цвета. Внизу венка расположена лента золотистого цвета с развевающимися концами.
Наибольший диаметр лаврового венка 6/7 ширины флага. Ширина венка — 1/14 ширины флага, ширина ленты — 1/28 ширины флага. Диаметр герба Российской Федерации — 9/14 ширины флага.

## Флаг командующего морскими силами Пограничных войск Российской Федерации
До 20 августа 1994 года должность называлась «Заместитель командующего Пограничными войсками Российской Федерации по морской части» и была переименована в связи с созданием Федеральной пограничной службы — Главного командования Пограничных войск Российской Федерации (ФПС — Главкомат).
 Описание флага

Флаг командующего морскими силами Пограничных войск Российской Федерации представляет собой флаг кораблей, катеров и судов Пограничных войск Российской Федерации, в центре которого помещены два перекрещивающихся адмиралтейских якоря синего цвета, обрамлённые лавровым венком золотистого цвета. Внизу венка расположена лента золотистого цвета с развевающимися концами.
Наибольший диаметр лаврового венка 6/7 ширины флага. Ширина венка — 1/14 ширины флага, ширина ленты — 1/28 ширины флага. Высота якоря — 9/14 ширины флага.

## Флаг командующего войсками пограничного округа
Описание флага

Флаг командующего войсками пограничного округа представляет собой полотнище белого цвета, имеющее в крыже изображение флага кораблей, катеров и судов Пограничных войск Российской Федерации. На белом поле полотнища помещены три зелёные пятиконечные звезды: две — на белой вертикальной половине, а одна — под крыжем.
Отношение ширины флага к его длине — один к полутора. Размер флага кораблей, катеров и судов Пограничных войск Российской Федерации в крыже равен 1/4 части всего полотнища. Диаметр звёзд — 1/4 ширины флага. Звёзды, расположенные на белой вертикальной половине флага, помещены в центрах четвертей полотнища, а звезда под крыжем — на одном уровне с нижней звездой на расстоянии 1/2 ширины флага.

## Флаг заместителя командующего войсками пограничного округа по морской части
Описание флага

Флаг заместителя командующего войсками пограничного округа по морской части представляет собой полотнище белого цвета, имеющее в крыже изображение флага кораблей, катеров и судов Пограничных войск Российской Федерации. На белой вертикальной половине флага помещены две зелёные пятиконечные звезды.
Отношение ширины флага к его длине — один к полутора. Размер флага кораблей, катеров и судов Пограничных войск Российской Федерации в крыже равен 1/4 части всего полотнища. Диаметр звёзд — 1/4 ширины флага. Звёзды помещены в центрах четвертей полотнища белой вертикальной половины флага.

## Флаг командира соединения пограничных сторожевых кораблей
Описание флага

Флаг командира соединения пограничных сторожевых кораблей представляет собой полотнище белого цвета, имеющее в крыже изображение флага кораблей, катеров и судов Пограничных войск Российской Федерации. В центре белой вертикальной половины флага помещена зелёная пятиконечная звезда.
Отношение ширины флага к его длине — один к полутора. Размер флага кораблей, катеров и судов Пограничных войск Российской Федерации в крыже равен 1/4 части всего полотнища. Диаметр звезды — 1/4 ширины флага.